# Würfelzucker

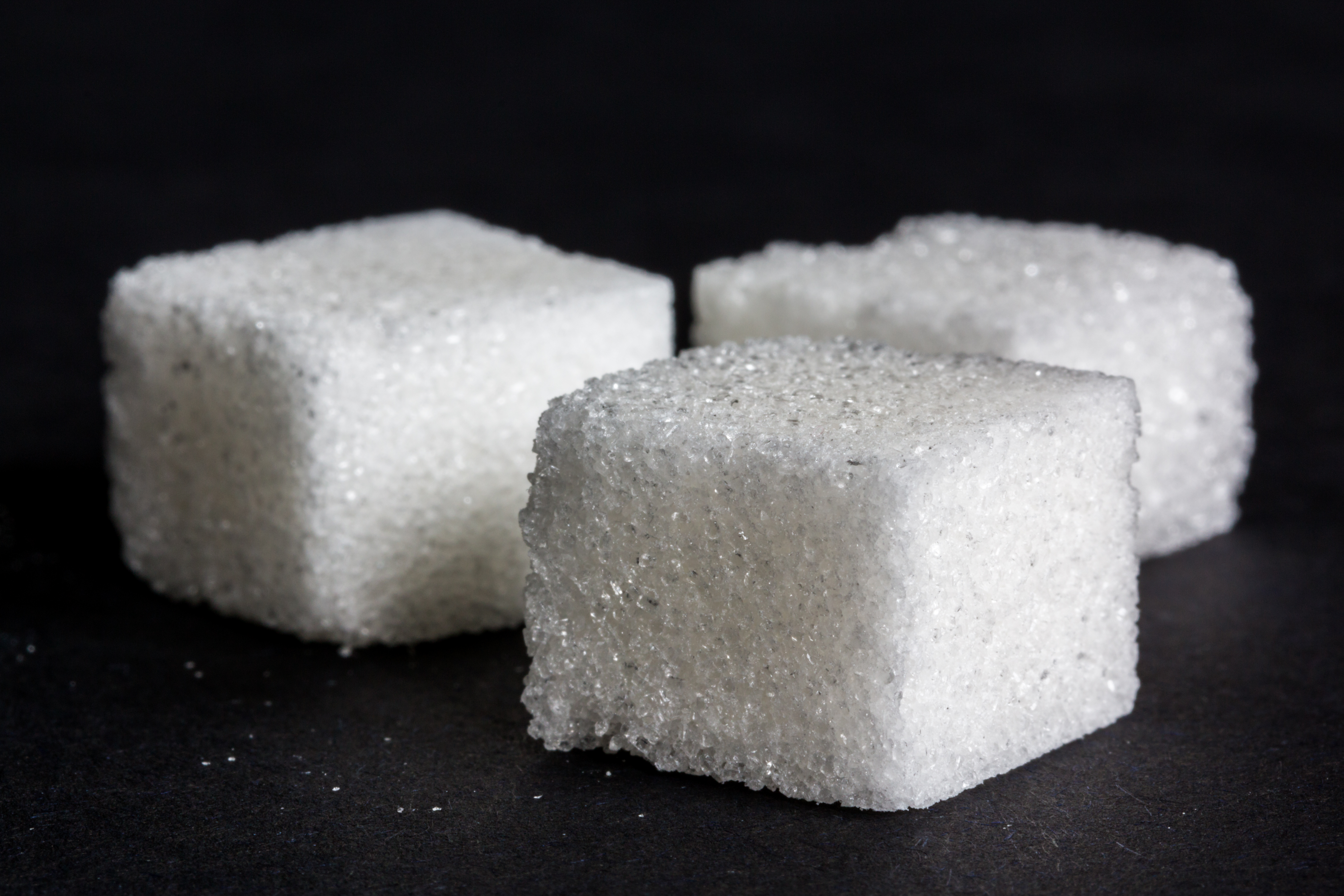
Würfelzucker

Würfelzucker (auch Stückenzucker) ist befeuchteter, zu einem kleinen Quader gepresster und anschließend getrockneter Kristallzucker.

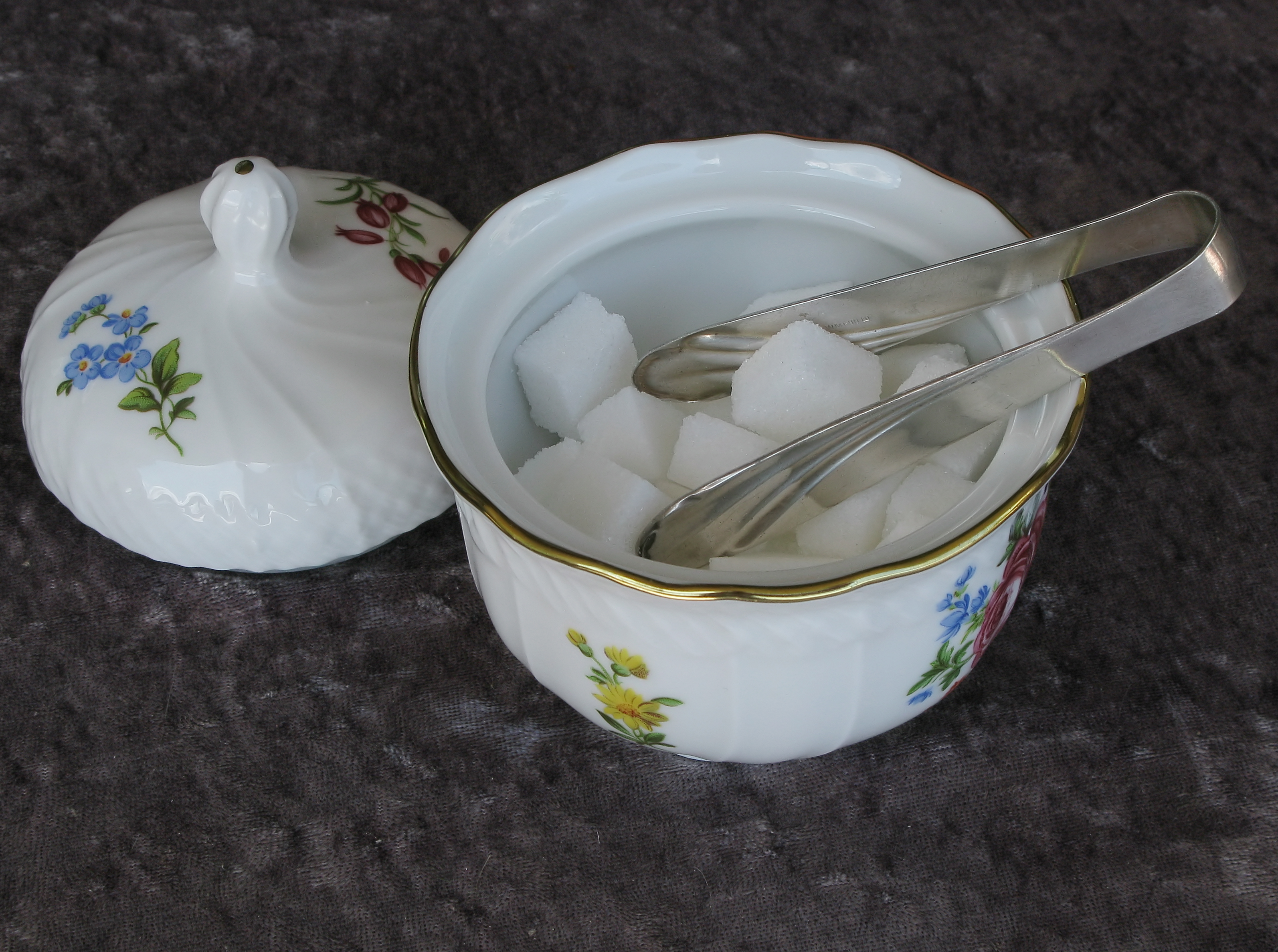
Zuckerdose mit Würfelzucker und Zuckerzange

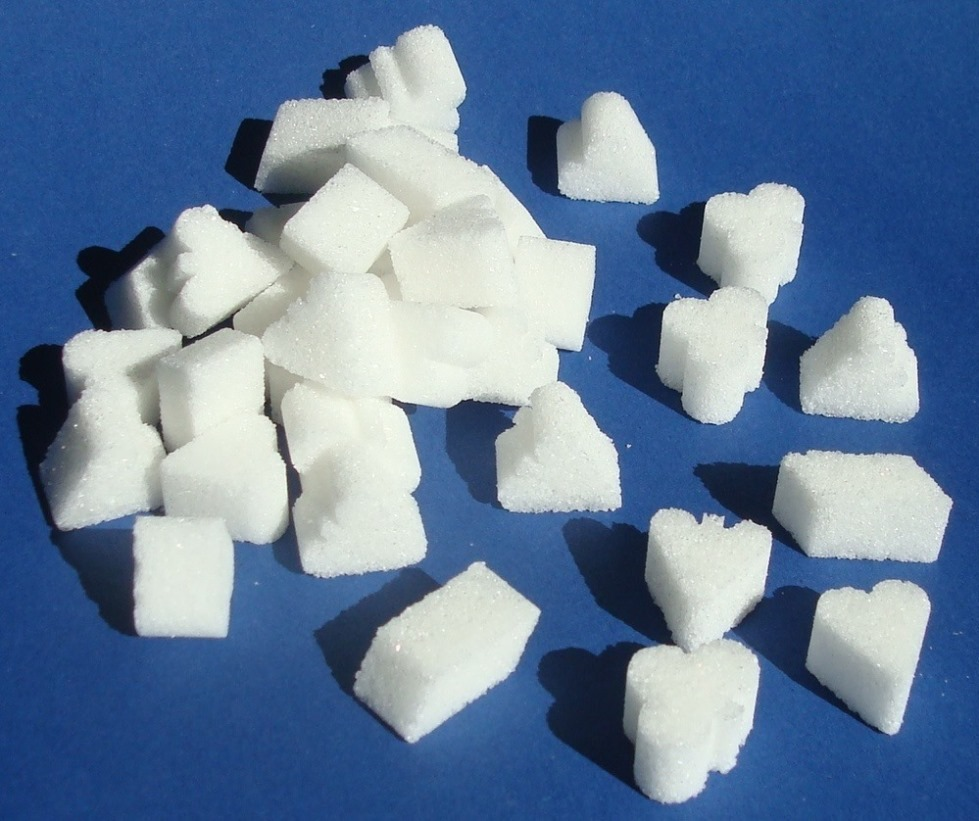
Zuckerstücke in Spielkarten-Symbolen Kreuz, Pik, Herz, Karo

Würfelzucker wird im Handel in unterschiedlichen Formen und mit unterschiedlichen Zuckerarten angeboten.

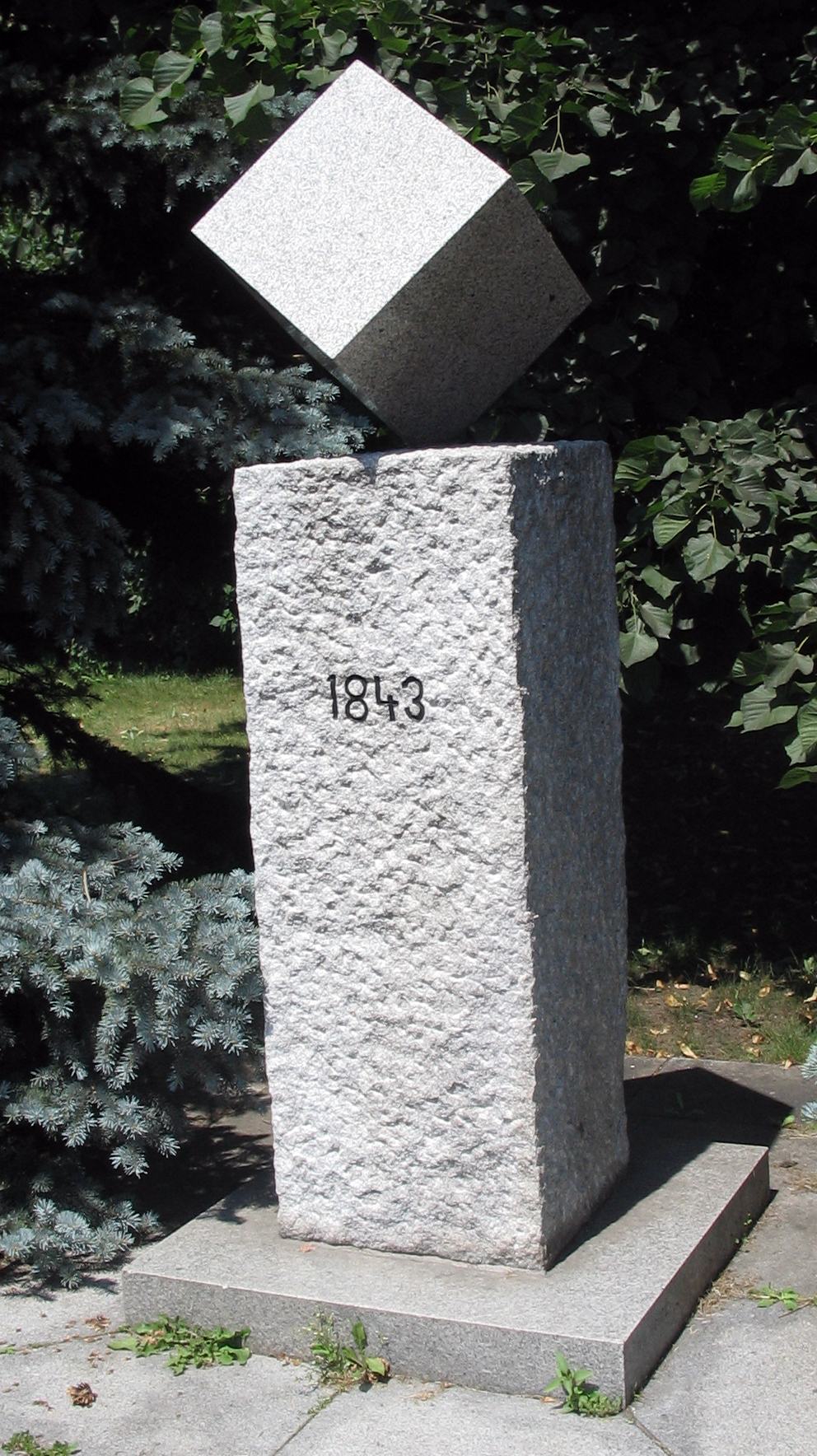
Denkmal in Dačice, das an die Erfindung des Würfelzuckers erinnert

## Geschichte
Würfelzucker wurde vom Handel als Alternative zu den bis in das 19. Jahrhundert üblichen, ähnlich hergestellten Zuckerbroten und Zuckerhüten vertrieben. Bei letzteren handelte es sich um große Stücke Kristallzucker in Kegelform, die nach dem Trocknen der Zuckermasse steinhart waren. Solch ein Zuckerhut kam in Größen bis zu 1,50 m Höhe auf den Markt und war teuer. Wurde Zucker im Haushalt, etwa für einen Kaffeeklatsch, benötigt, waren aus diesem Kegel kleinere Stücke herauszulösen. Man bediente sich dazu verschiedener Werkzeuge, unter anderem etwa Zuckerhammer, Zuckerhacke oder Zuckerbrecher.
Als Erfinder des Würfelzuckers gilt Jacob Christoph Rad (1799–1871); er war Leiter einer Zuckerraffinerie im mährischen Datschitz (dem heutigen Dačice). Für die Herstellung schuf Rad ein Model aus Blechstreifen, das einer heutigen Schale für Eiswürfel ähnelte und für das er 1843 ein Patent erhielt. Der feuchte Zucker wurde in das Model gefüllt und getrocknet; anschließend konnte der Würfelzucker entnommen werden. Die Idee dazu, statt der unhandlichen Zuckerbrote oder Zuckerhüte direkt passende kleine Stücke herzustellen, hatte Rads Ehefrau Juliane, nachdem sie sich beim Portionieren an einem Zuckerbrecher verletzt hatte.
1875 erfand der Franzose Eugène François eine Maschine, um Zuckerstücke in Würfel zu zerkleinern. Der Belgier Théophile Adant goss um 1900 das vor der Kristallisation stehende Zucker-Magma in Platten, die dann zu Riegeln oder Würfeln zersägt wurden (Adant-Prozess). Dieser Herstellungsweg war bis in die 1940er Jahre der Standardweg zur Würfelzuckerproduktion. 1949 entwickelte der Franzose Louis Chambon eine Rotationsmaschine, in der Zuckerkristalle zu Würfeln gepresst werden (Chambon-Prozess). Diese Technik, Streuzucker, in der Regel feuchten, feinkristallinen Zucker, in Würfel- oder auch andere Formen zu pressen, ist seitdem in unterschiedlichen Varianten (Höveler-, Elba-, Chambon- und Vibro-Prozess) das übliche Verfahren, um Würfelzucker industriell herzustellen.
Wie auch zuvor die gebrochenen Zuckerstücke wurde Würfelzucker in Zuckerdosen aufbewahrt und mit Zuckerzangen serviert; allerdings entfiel der Aufwand des zuvorigen Zuckerbrechens.

## Herstellung und Darreichungsformen
Ebenso wie ein moderner Zuckerhut besteht der Würfelzucker aus in Form gepresstem Zucker. Dabei wird heute in der Regel feuchter, feinkristalliner Zucker in verschiedene geometrische Formen, vor allem Würfel, gepresst und anschließend getrocknet.
Ein in Deutschland handelsüblicher Zuckerwürfel (Weißzucker) wiegt ca. 3 g, in der Schweiz ist ein Gewicht von ca. 4,4 g üblich, in Österreich wiegt ein Stück ca. 3,88 g. Neben den handelsüblichen Zuckerwürfeln aus weißem Kristallzucker existiert entsprechend auch Würfelzucker aus braunem Rüben- und Rohrzucker. Auch die Form kann variieren – dabei werden neben den Würfeln auch Zuckerstücke in Form von Kleeblättern, Herzen, Spielkartensymbolen und anderen Formen produziert. Als Würfel-Zucker werden allgemein alle in Quader- oder andere Formen vergleichbarer Größe gepressten Produkte bezeichnet; in Form von Spielkartensymbolen gepresster Zucker wird auch als Bridge-Zucker bezeichnet.
Die bei der Würfelzuckerherstellung anfallenden Reststücke werden zerkleinert und zur Herstellung von Hagelzucker genutzt.

## Verpackung

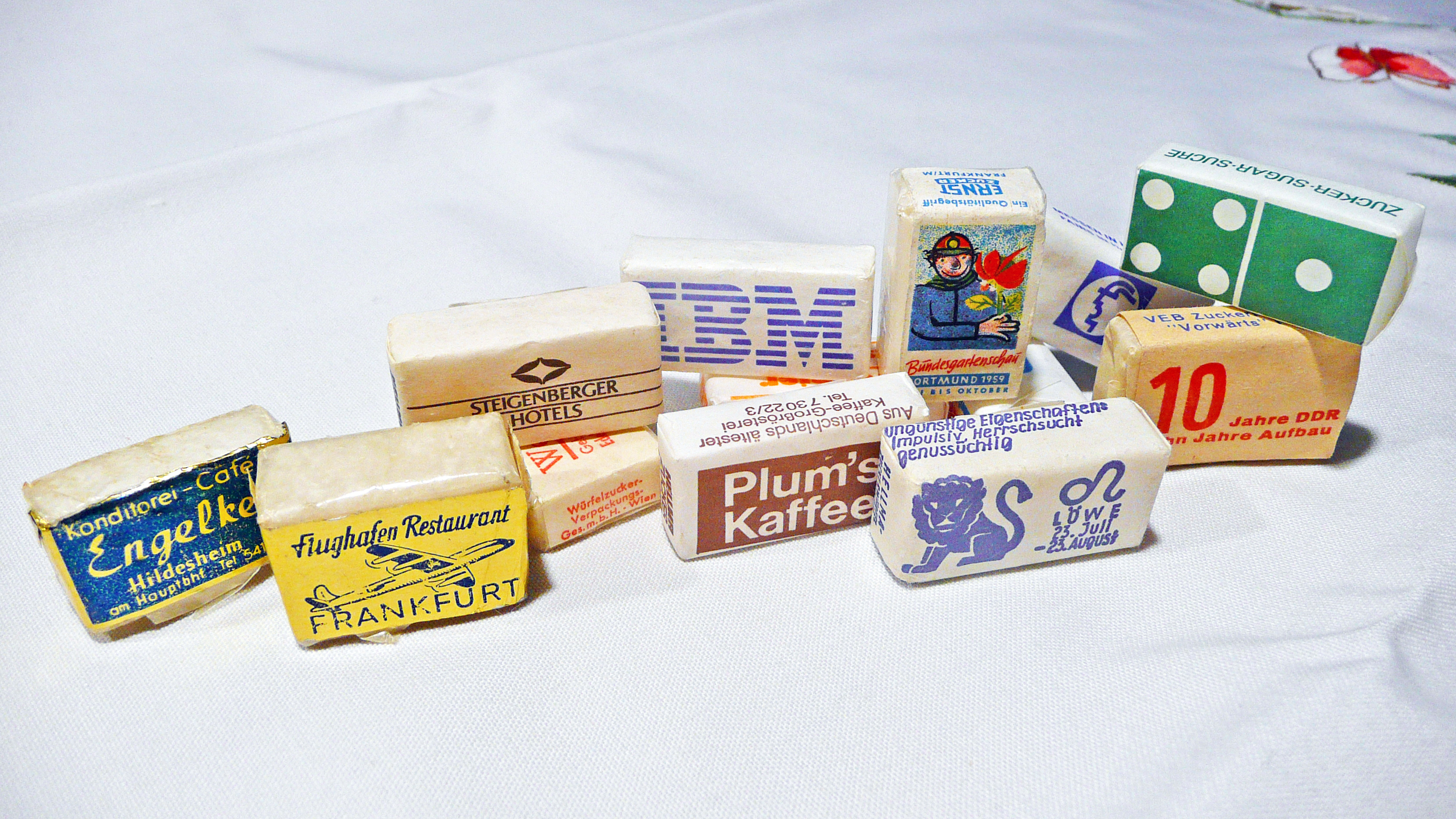
Verpackungsbeispiele

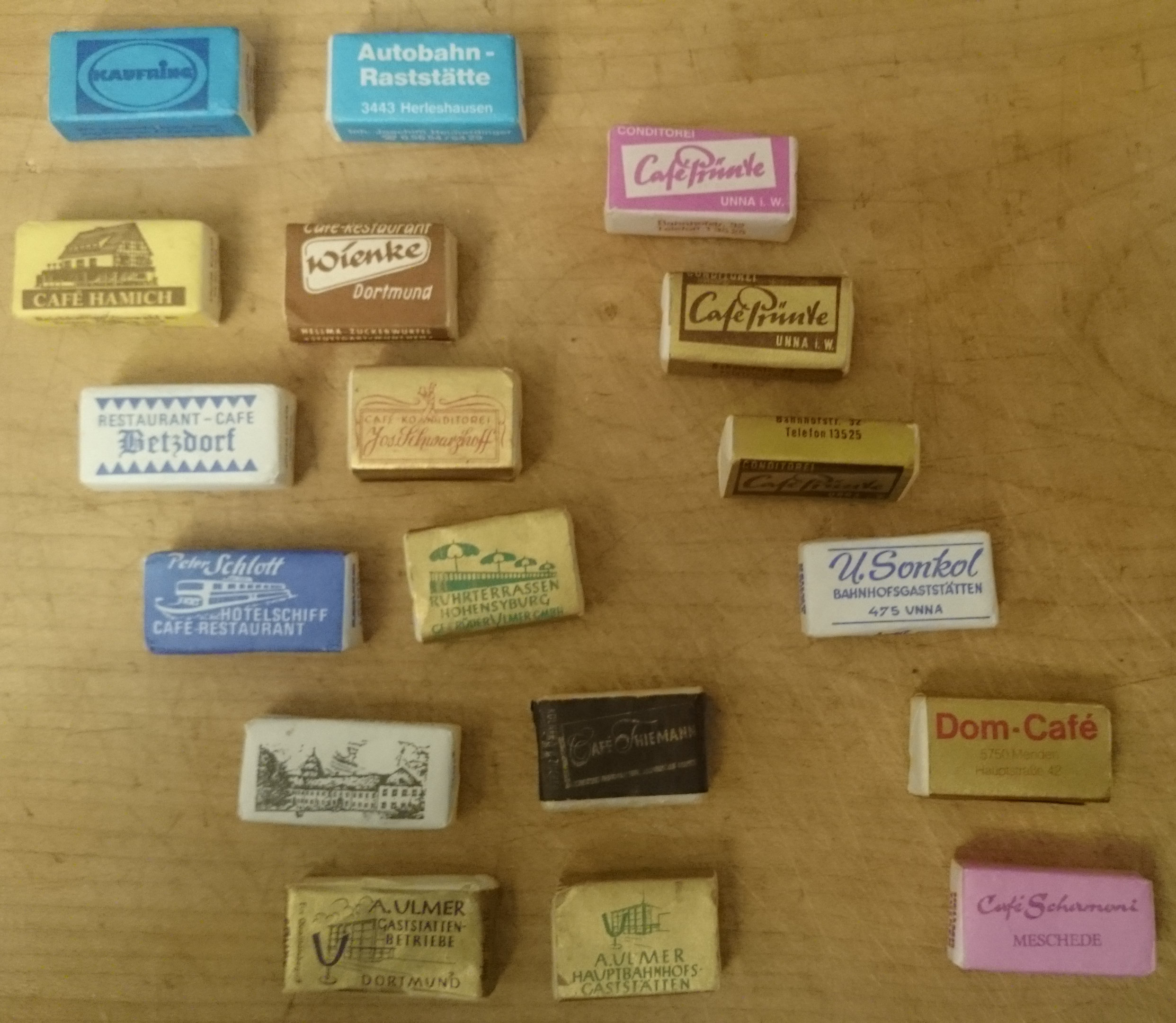
Würfelzucker mit Namen von Gastronomiebetrieben

Würfelzucker in ziegelähnlichen Doppelverpackungen aus Papier waren im 20. Jahrhundert bis in die 1990er Jahre weit verbreitet und wurden in Cafés, Restaurants, Hotels usw. zum Kaffee gereicht. Solche Packungen waren bedruckt mit Werbebotschaften, Angaben zum Gastronomiebetrieb oder zur Kaffeesorte oder sie zeigten neutrale Muster oder auch – weniger häufig – politische Statements. Serienmotive (Sternzeichen, Automarken, Tierarten etc.) führten zu einem Sammlertum für verpackte Zuckerstücke. Inzwischen ist diese Art der Darreichung in der Gastronomie seltener geworden, und es haben sich Tütchen mit losem Zucker mehr und mehr durchgesetzt. Die 1923 von dem Lebensmittelgroßhändler Karl Hellmann gegründete Hellma GmbH für Portionszucker in Nürnberg ist der letzte in Deutschland verbliebene Großproduzent für Würfelzucker-Zweierpäckchen im Gastronomiebetrieb.